# Tomasz Wałdoch
Tomasz Wałdoch   (Gdańsk, 10 de maig de 1971) és un exfutbolista polonès de la dècada de 1990.
Fou 74 cops internacional amb la selecció polonesa amb la qual participà en els Jocs Olímpics d'Estiu de 1992 i a la Copa del Món de Futbol de 2002.
Pel que fa a clubs, defensà els colors de VfL Bochum i FC Schalke 04, com a principals clubs.

## Palmarès
VfL Bochum
2. Bundesliga
- 1995/96

Schalke 04
DFB-Pokal
- 2001, 2002

Copa Intertoto de la UEFA
- 2003, 2004